# Northmark: Hour of the Wolf
Northmark: Hour of the Wolf je česká karetní RPG počítačová hra z roku 2012. Vytvořilo ji studio Rake in Grass. Hra měla být zafinancována pomocí Kickstarteru, ale z požadovaných 8000 dolarů se povedlo vybrat jen 1140. Avšak vývojáři hru přesto vydali, přičemž do ní vložili 150 000 KČ. Hra byla na Anifilmu 2013 nominována na cenu Česká hra roku za Umělecký přínos české herní tvorbě v roce 2012. Hra je inspirována titulem Betrayal at Krondor z roku 1993.

## Hratelnost
Hráč si na začátku vybere, jestli chce hrát za bojovníka, mága nebo druida. Hráč se poté pohybuje po herní mapě a plní různé úkoly. Soubojový systém funguje jako karetní hra, která obsahuje 180 druhů karet představující úkony postav.

## Příběh
Hra začíná pokusem o zavraždění správce hradu Northmark. Hráč se ujímá hrdiny, který má zjistit, kdo za tímto atentátem stojí a kdo je tajemná postava, známá jako Vlk.